# Quando la canzone è arte / Buon anniversario (Aznavour... l'amore)
 (mars 2025).
Albums de Charles Aznavour
... e fu subito Aznavour
(1970) Canto l'amore perché credo che tutto derivi da esso
(1972)
Quando la canzone è arte / Buon anniversario (Aznavour... l'amore) (Quand la chanson est de l'art / Bon anniversaire [Aznavour... l'amour]) est le 4e album studio italien de Charles Aznavour, il est sorti en 1971.
En plus de quatre titres déjà parus, cet album présente cinq nouvelles pistes : No, non mi scorderò mai, Morire d'amore, Il sole verde tornerà, ainsi que des réenregistrements de Buon anniversario (2e version) et Chi? (2e version). Il inclut également le single La Tua Luce.

## Liste des chansons
| 1. | No, Non Mi Scorderò Mai (Non, Je N'ai Rien Oublié) | (Charles Aznavour / Georges Garvarentz) Adapt. Giorgio Calabrese | 6:24 |
| 2. | Ne Deduco Che T'Amo (J'en Deduis Que Je T'aime)    |                                                                  | 3:03 |
| 3. | Morire D'Amore (Mourir D'aimer)                    | (Charles Aznavour) Adapt. Giorgio Calabrese                      | 3:58 |
| 4. | E Tu Strafai (Tu Exagères)                         |                                                                  | 3:10 |
| 5. | Buon Anniversario (2 version) (Bon Anniversaire)   | (Charles Aznavour) Adapt. Giorgio Calabrese                      | 4:02 |

| 6.  | Il Sole Verde Tornerà (Les Jours Heureux) | (Charles Aznavour) Adapt. Vito Pallavicini            | 4:32 |
| 7.  | Questa Giovinezza (Sa Jeunesse)           |                                                       | 4:45 |
| 8.  | La Tua Luce (La Lumiere)                  | (Charles Aznavour / Georges Garvarentz) Adapt. Daiano | 3:27 |
| 9.  | Chi (2e version) (Qui)                    | (Charles Aznavour) Adapt. Giorgio Calabrese           | 3:33 |
| 10. | L'Istrione (Le Cabotin)                   |                                                       | 4:30 |